# 'Ndrina Bubbo
I Bubbo sono una 'ndrina della 'ndrangheta calabrese che opererebbe a Petronà, Cerva e Sersale, alleata dei Nicoscia e dei Farao-Marincola del crotonese e dei Trovato nel lecchese.
Avrebbero venduto delle armi ai Paparo e sarebbero intranei alla "Locale di Galbiate" con i Trovato in provincia di Lecco in Lombardia.

## Storia

### Anni '90
Negli anni '90 scoppia una faida nella pre-sila catanzarese tra i Bubbo e i Carpino.
Nell'estate del 1992, il 19 agosto con l'uccisione di Gaetano Elia scoppia la faida di Petronà che porterà altri 6 omicidi e 6 tentati omicidi. La faida arrivò anche a Lecco dove fu ferito Vittorio Tallarico.
Nella notte del 17 novembre 1993, Filippo Bubbo e Raffaele Bubbo, Federico Pettinato tentarono un omicidio a Lecco di Alfredo Covelli e Salvatore Carpino affiliati al clan dei Carpino.

### Anni 2000
Il 4 febbraio 2000 viene ucciso a Petronà Alberto Carpino della 'ndrina dei Trataculo. Come ritorsione, nel 2001, due loro affiliati di Chiavari in Liguria sarebbero stati in procinto di andare a Galbiate per eliminare Filippo Bubbo.

### Anni 2020
Il 10 novembre del 2020, vengono arrestati degli esponenti dei Bubbo con l'operazione denominata Borderland.

## Organizzazione
- Raffaele Bubbo (Petronà, 13 dicembre 1969),[7] accusato del tentato omicidio di Alfredo Covelli e Salvatore Carpino a Trescano[7], condannato nel 2020 a 6 anni di carcere dalla corte d'appello del processo Borderland[8].
- Filippo Bubbo, detto Cana e mandra e condannato a 11 anni di carcere nel processo Oversize, riferimento dei Trovato a Galbiate, accusato del tentato omicidio di Alfredo Covelli e Salvatore Carpino a Trescano[7].

- Francesco Bubbo.
- Domenico Bubbo.